# デュバル郡 (テキサス州)
デュバル郡（デュバルぐん、英: Duval County）は、アメリカ合衆国テキサス州の南部に位置する郡である。2010年国勢調査での人口は11,782人であり、2000年の13,120人から10.2%減少した。郡庁所在地はサンディエゴ市（人口4,488人）であり、同郡で人口最大の都市でもある。デュバル郡は1858年に設立され、郡名はゴリアドの虐殺で殺されたテキサス革命の軍人バー・H・デュバルにちなんで名付けられた。

## 地理
アメリカ合衆国国勢調査局に拠れば、郡域全面積は1,796平方マイル (4,651.6 km2)であり、このうち陸地1,793平方マイル (4,643.8 km2)、水域は3平方マイル (7.8 km2)で水域率は0.17%である。

### 主要高規格道路
- アメリカ国道59号線
- テキサス州道16号線
- テキサス州道44号線
- テキサス州道339号線
- テキサス州道359号線

### 隣接する郡
- マクマレン郡 - 北
- ライブオーク郡 - 北東
- ジムウェルズ郡 - 東
- ブルックス郡 - 南東
- ジムホッグ郡 - 南西
- ウェブ郡 - 西

## 人口動態
以下は2000年の国勢調査による人口統計データである。
| 基礎データ - 人口: 13,120人 - 世帯数: 4,350 世帯 - 家族数: 3,266 家族 - 人口密度: 3人/km2（7人/mi2） - 住居数: 5,543軒 - 住居密度: 1軒/km2（3軒/mi2） 人種別人口構成 - 白人: 80.22% - アフリカン・アメリカン: 0.54% - ネイティブ・アメリカン: 0.53% - アジア人: 0.11% - 太平洋諸島系: 0.013% - その他の人種: 15.46% - 混血: 3.11% - ヒスパニック・ラテン系: 87.99% 年齢別人口構成 - 18歳未満: 29.5% - 18-24歳: 9.5% - 25-44歳: 26.4% - 45-64歳: 20.6% - 65歳以上: 14.0% - 年齢の中央値: 34歳 - 性比（女性100人あたり男性の人口） - 総人口: 100.7 - 18歳以上: 102.9 | 世帯と家族（対世帯数） - 18歳未満の子供がいる: 36.8% - 結婚・同居している夫婦: 53.2% - 未婚・離婚・死別女性が世帯主: 16.8% - 非家族世帯: 24.9% - 単身世帯: 22.9% - 65歳以上の老人1人暮らし: 11.7% - 平均構成人数 - 世帯: 2.88人 - 家族: 3.40人 収入と家計 - 収入の中央値 - 世帯: 22,416米ドル - 家族: 26,014米ドル - 性別 - 男性: 25,601米ドル - 女性: 16,250米ドル - 人口1人あたり収入: 11,324米ドル - 貧困線以下 - 対人口: 27.2% - 対家族数: 23.0% - 18歳未満: 35.9% - 65歳以上: 25.3% |

## 政治
テキサス州南部のヒスパニック系住民が多い郡部と同様に、デュバル郡は民主党の堅い地盤である。共和党の候補者が大統領選挙で郡を制したのは、1904年のセオドア・ルーズベルトが最後になっている。1972年の大統領選挙で大敗した民主党候補のジョージ・マクガヴァンは郡内の85%以上を得票し、国内の郡の中では最高得票率となった。2004年の場合も、マサチューセッツ州選出の上院議員ジョン・ケリーを支持しており、州全体ではジョージ・W・ブッシュが大勝した。2008年大統領選挙では、民主党候補のバラク・オバマが郡総投票数の74.8%を獲得した。少なくとも1992年以降の大統領選挙で、民主党候補は一貫して70%以上を獲得し続けている。
デュバル郡は特に20世紀半ばに政治腐敗で悪名高いところとなり、「デュバル公」と呼ばれたジョージ・パーを筆頭とする政治マシーンに操られた。歴史家のJ・エベッツ・ヘイリーが1956年の知事選挙に出馬したときは、もし当選すれば、パーを「閉じ込める」という脅しを使った。ヘイリーは予備選挙でとても届かない4位に終わった。一方、当時州検事総長のジョン・ベン・シェパードは、郡や学校の役人約300人を起訴した。

## 都市と町
- ベナビデス
- フリーア
- サンディエゴ - 郡庁所在地

### 未編入の町
- コンセプション
- ラミレス
- レアリトス
- リオス
- セジータ